# Щик
Щикът е вид хладно оръжие, обикновено нож или меч, предназначен да бъде закрепян на дулото на дългоцевно огнестрелно оръжие (напр. пушка, или автомат, в миналото на байонетите), служещ за промушване на противника при близък бой, подобно на копието.

В това отношение той е помощно оръжие при близък бой или оръжие за в краен случай. Има съвременни щикове, които могат да бъдат използва в съчетания с техните ножници при полеви условия като режещи инструменти с конкретна цел (напр. рязане на тел). В наше време често при войниците ножовете са комбинация от едновременно щик и нож.
В българската история са известни щурмовете „На нож“ през Балканската война.

## Класификация

### По формата на острието
- Иглообразни
  - Кръгъл
  - Триъгълен
  - Четилриъгълен (включително под формата на ромб)
  - Т-образен
- Ножообразен
- Инструментален: лопата, шомпол, подпора, трион.

## Галерия
- Легионери от Френския чуждестранен легион с пушки FAMAS и поставени щикове.
- Съветски AK-47 щик и ножница.
- Съветски AKM type II щик, многофункционален нож и секач за тел, когато е комбиниран с ножницата си.
- Многофункционален AKM Тип I щик на Националната армия на ГДР, показан тук при рязане на тел.
- Червеноармейски AKM тип II, щик и ножница в комбинация за рязане на тел.
- Афганистански полицай с AKM щик тип II.
- САЩ и ножница, използвана с M1 Garand
- Американска щик M6 и ножница, използвани с пушка M14
- Щик за M8A1 Sheath използвани с пушка M16
- Адаптираният през 1986 американски щик M9 и ножница използвани с пушка M16 и карабина M4.
- Щик M9 и ножница в конфигурация за рязане на тел.
- Щик M9, поставен на карабина M4 по време на стрелба.
- Щик на морска пехота на САЩ OKC-3S
- Членове на морската пехота на САЩ по време на тренировка с използване на щикове.
- Сгъване на щик тип SKS.
- Китайски моряк от Народно-освободителната армия с пушка тип 56  с интегриран към щик, 1986.
- Chinese soldier with QBZ-95 rifle and multi-purpose knife bayonet.
- Член на индийската армия от поделенията на Гурка със самозарядна пушка L1A1 (FN FAL) и традиционен щик.
- Войник от бразилската армия с автомат FN FAL с щик тип С на парад.
- Един от първите автомати FN FAL и щик.
- Член на армията на Кувейт с пушка FN FAL с щик.
- Британски щик L3A1. Вижте процепа на острието за свързване с ножницата за рязане на тел.
- Ножница за L3A1. Вижте  издатината за свързване на щика за рязане на тел.
- Британски военнослужещи с фиксирани щикове L3A1 на автомат L85A2. Щиковете L3A1 са с куха дръжка зе де се поставят на дулото на автомата и острието е изместено встрани, за да се позволява стрелба с поставен щик.
- Полицейска охрана на кралския дворец в Осло. Вижда се автомата тип G3 с щик закрепен над цевта.
- Ирландска почетна стража. Вижда се Стаер AUG с многофункционален щик тип EICKHORN KCB-70.
- Морска почетна стража на Нова Зеландия. Показани са индивидуалните оръжия „Стаер“ с американски щик M7.
- Кралското канадско формирование в момент на сваляне на щиковете.
- Морски пехотинци от казармите на морската пехота във Вашингтон поставят щиковете си по време репетиция за инавгурацията на президента.
- Бразилски автомат LAPA FA-03 с щик.[2]